# Timothy Reeves
Timothy Reeves (n. 1947) es un botánico y pteridólogo estadounidense. Es director general del CIMMYT.

## Algunas publicaciones
- Reeves, RG. 1923.

### Libros
- t. Reeves. 1979. A Monograph of the Fern Genus Cheilanthes Subgenus Physapteris (Adiantaceae). Editor Arizona State Univ. 458 pp.

- --------------. 1976. Vegetation and Flora of Chiricahua National Monument, Cochise County, Arizona. Editor Arizona State Univ. 358 pp.

- La abreviatura «T.Reeves» se emplea para indicar a Timothy Reeves como autoridad en la descripción y clasificación científica de los vegetales.[2]